# Средняя Ёль
Средняя Ёль — река в России, протекает в Ленском районе Архангельской области. Является левым притоком реки Верхняя Лупья (бассейн Северной Двины).

## География
Устье реки находится в 44 км по левому берегу реки Верхняя Лупья. Длина реки составляет 19 км. Основное направление течения — северо-запад. Наиболее крупные притоки — Старая Ёль (правый) и Верхняя Ёль (правый).

### Притоки
- 0,1 км: река Верхняя Ёль (правый)
- 6 км: Старая Ёль (правый)

## Данные водного реестра
По данным государственного водного реестра России относится к Двинско-Печорскому бассейновому округу, водохозяйственный участок реки — Вычегда от города Сыктывкар и до устья, речной подбассейн реки —Вычегда. Речной бассейн реки — Северная Двина.
Код объекта в государственном водном реестре — 03020200212103000024129.